# Bouillé-Saint-Paul
Bouillé-Saint-Paul foi uma comuna francesa na região administrativa da Nova Aquitânia, no departamento de Deux-Sèvres. Estendia-se por uma área de 20,38 km². Em 2010 a comuna tinha 422 habitantes (densidade: 20,7 hab./km²).
Em 1 de janeiro de 2017, passou a formar parte da nova comuna de Val en Vignes.